# Hội đồng Liên minh châu Âu
Hội đồng Liên minh châu Âu hay Hội đồng Bộ trưởng là cơ quan ra quyền quyết định trong Liên minh châu Âu (EU). Trong các cơ quan quan trọng của Liên minh châu Âu thì đây là một trong hai cơ quan lập pháp quyền lực nhất, cơ quan còn lại là Nghị viện châu Âu.
Hội đồng bao gồm 27 bộ trưởng các quốc gia (mỗi quốc gia một bộ trưởng). Tuy nhiên, số lượng thành viên chính xác còn phụ thuộc vào các vấn đề được bàn thảo. Bộ luật của Liên minh châu Âu hạt chế trong một vài vùng chính sách đặc biệt, tuy nhiên nó có thẩm quyền cao hơn luật quốc gia. Khi Hội đồng hoạt động trên bình diện siêu quốc gia và đa chính phủ, trong một vài vấn đề Hội đồng có quyền cao hơn Nghị viện châu Âu và chỉ cần ý kiến phê chuẩn của cơ quan Nghị viện. Trong một vài vấn đề, Hội đồng sử dụng thủ tục đồng quyết, trong đó hai cơ quan ngang hàng nhau về quyền lực.
Hội đồng Liên minh châu Âu không có chủ tịch duy nhất mà vị trí chủ tịch được thay luân phiên giữa thành viên các nước 6 tháng một lần và bộ trưởng được bầu phải lên chương trình nghị sự cho Hội đồng. Một vị trí quan trọng nữa trong Hội đồng Liên minh châu Âu là tổng thư ký, người đại diện cho cho chính sách ngoại giao của Liên minh châu Âu.
Hội đồng Bộ trưởng đưa ra quyết định dựa trên sự đồng ý của ít nhất 55% quốc gia thành viên, chiếm 65% tổng dân số của EU. Tuy nhiên, những vấn đề liên quan đến đối ngoại vẫn áp dụng phương pháp đồng thuận